# Otto Großmann
Otto Großmann (* 3. September 1908 in Ulm; † 1982) war ein deutscher Manager.

## Werdegang
Otto Großmann wurde als Sohn des Fabrikdirektors Friedrich Großmann und dessen Frau Elisabeth Großmann, geb. Mayer, geboren. Er studierte Rechtswissenschaften in Tübingen, Berlin und München. Seit 1926 war er Mitglied der Studentenverbindung AV Virtembergia Tübingen. Nach dem Assessorexamen und Promotion zum Dr. jur. war er drei Jahre als Rechtsanwalt tätig. 1938 wurde er Hauptgeschäftsführer der Industrie- und Handelskammer Mainz. Ab 1943 war er Vorstand der Breisgauer Portland-Cement-Fabrik in Kleinkems. Daneben war er Mitglied des Aufsichtsrats der Tonwerke Kandern AG.
Er war Präsident der Industrie- und Handelskammer Hochrhein und Präsident des Fachverbandes Zement sowie Vorstandsmitglied der Fachvereinigung Baustoffindustrie Südbaden und des Verbandes der Süddeutschen Industrie.

## Ehrungen
- 1969: Großes Verdienstkreuz der Bundesrepublik Deutschland

- 1975: Verdienstmedaille des Landes Baden-Württemberg[1]